# Idraote
Idraote (AFI: /idraˈɔte/) è un personaggio della Gerusalemme liberata di Torquato Tasso.
Idraote è il signore mussulmano di Damasco e delle città limitrofe, nemico dei crociati guidati da Goffredo di Buglione. È un mago e indovino di grande esperienza, avendo studiato le arti occulte fin dalla giovinezza ed essendosene appassionato sempre di più.
Tramite sortilegi astrologici e negromantici prevede – erroneamente – che l'esercito cristiano fallirà la sua missione. Idraote, certo della vittoria, teme che gli egiziani ne abbiano, da soli, il merito, e per questo decide di intervenire. Temendo la nota forza militare degli europei, evita la sfida campale e decide di agire per vie subdole. Stimolato dal pungolo invisibile di un diavolo, decide di servirsi di sua nipote, la bellissima Armida, coraggiosa, callida e versata nelle arti magiche persino più dello zio. Idraote le dà istruzioni di andare al campo cristiano: con un astuto piano, Armida dovrà allontanare i più valorosi guerrieri crociati. Idraote conclude il suo discorso sentenziando: «Per la fede e per la patria tutto ciò è lecito».
Armida riesce nel suo intento, ma i cavalieri catturati vengono liberati da Rinaldo; per ripicca ella decide di prenderlo prigioniero, ma, folgorata dalla bellezza del giovane italiano, se ne innamora di colpo, e lo rapisce portandolo nel suo castello magico nelle Isole fortunate. Quando Rinaldo viene liberato e, costretto dal dovere di cavaliere, a malincuore la abbandona, Armida giura di vendicarsi e riversa sullo zio e tutore Idraote, causa di tutta la vicenda, la responsabilità dei suoi recenti e prossimi comportamenti inappropriati, dapprima distolti dal teatro della guerra dalla passione amorosa, ora mirati a perseguire con ogni mezzo possibile il suo odio personale.